# Rhynchospora pruinosa
Rhynchospora pruinosa är en halvgräsart som beskrevs av August Heinrich Rudolf Grisebach. Rhynchospora pruinosa ingår i släktet småag, och familjen halvgräs. Inga underarter finns listade i Catalogue of Life.